# Хеммерсхайм
Хеммерсхайм (нем. Hemmersheim) — община в Германии, в земле Бавария.
Подчиняется административному округу Средняя Франкония. Входит в состав района Нойштадт-ан-дер-Айш-Бад-Виндсхайм. Входит в состав района Нойштадт-ан-дер-Айш-Бад-Виндсхайм. Население составляет 679 человек (на 31 декабря 2010 года). Занимает площадь 23,86 км².
Община подразделяется на 6 административных единиц.

## Население
По оценке на 31 декабря 2015 года население общины Хеммерсхайм составляет 648 чел. 

| Дата      | 1840 | 1871 | 1900 | 1925 | 1939 | 1950 | 1961 | 1970 | 1987 | 2011 |
| --------- | ---- | ---- | ---- | ---- | ---- | ---- | ---- | ---- | ---- | ---- |
| Население | 1051 | 1019 | 1006 | 965  | 928  | 1461 | 902  | 839  | 710  | 697  |

| Год       | 1960 | 1970 | 1980 | 1990 | 2000 | 2009 | 2010 | 2011 | 2012 | 2013 | 2014 | 2015 |
| --------- | ---- | ---- | ---- | ---- | ---- | ---- | ---- | ---- | ---- | ---- | ---- | ---- |
| Население | 893  | 828  | 709  | 686  | 705  | 676  | 679  | 702  | 686  | 685  | 675  | 648  |